# Richard Tauber
Richard Tauber, nascut Richard Denemy (Linz (Alta Àustria), 16 de maig, 1891 - Londres (Regne Unit), 8 de gener, 1948), va ser un cantant d'òpera (tenor) i actor austríac. La premsa i la publicitat li van donar el nom de "Rei del Bel Canto".

## Biografia
Richard Tauber era el fill il·legítim de la criada Elisabeth Denemy (vidua després de Karl Seyfferth) i de l'actor jueu convertit i director d'òpera de Chemnitz Richard Tauber. El lloc de naixement va ser l'"Hotel Zum Schwarzen Bären" a Linz. L'entrada al registre de baptisme era Richard Denemy. L'estatus legal i el nom es van canviar l'any 1913 com a conseqüència de l'adopció pel pare. A causa de la feina de la seva mare, Tauber va créixer a Linz amb pares d'acollida i també va assistir a l'escola primària. Richard Tauber era catòlic romà des del naixement (batejat a Linz), la seva mare era catòlica romana i el seu pare es va convertir al catolicisme romà quan era adolescent. Tauber es va veure catòlic i al llarg de la seva vida no va entendre perquè va ser perseguit pels nacionalsocialistes simplement perquè els seus avis paterns eren jueus practicants.
Als dotze anys, Tauber es va traslladar amb el seu pare a Wiesbaden el 1903 i va assistir a l'escola secundària allà durant els següents cinc anys. Després va estudiar piano i composició al Conservatori Hoch de Frankfurt del Main entre 1908 i 1910. La direcció es va afegir més tard. Gràcies a la recomanació dels seus professors, Tauber es va convertir en alumne de Carl Beines a Friburg de Brisgovia entre 1911 i 1912 i es va formar en cant. Allà va debutar en públic el 12 de maig de 1912 com a solista de la societat cantant "Concordia".
Gairebé un any després, el 2 de març de 1913, Tauber va cantar per primera vegada en una òpera. Va debutar al Teatre Chemnitz com Tamino a La flauta màgica de Mozart. Aquell any el seu pare el va adoptar; Oficialment ara es deia "Denemy-Tauber", però només es deia "Tauber". A finals de 1913, Tauber es va comprometre com a cantant d'òpera de la cort reial a l'òpera de Dresden; només va acabar aquest contracte l'any 1918.
Durant aquest temps, Tauber va cantar "Max" a Der Freischütz de Carl Maria von Weber, "Mathias" a Der Evangelimann de Wilhelm Kienzl, "Alfredo" a La traviata de Giuseppe Verdi i molts més. Entre 1919 i 1920, Tauber es va traslladar de l'Òpera Estatal de Berlín i va tornar de nou a la Volksoper de Viena. El 1921 va aparèixer per primera vegada en una opereta de Franz Lehár Zigeunerliebe a Salzburg. Aquestes nombroses aparicions convidades a l'estranger van provocar una fractura a Dresden, per la qual cosa Tauber va renunciar allà i se'n va anar a Viena.
Entre 1922 i 1925, Tauber es va fer un nom com a brillant intèrpret d'òperes de Mozart, i el seu amic Franz Lehár va escriure per a ell les parts de tenor en moltes de les seves operetes. Durant aquest temps, van començar els compromisos habituals de Tauber al Festival de Salzburg. Ja l'any 1922 es va poder veure i escoltar com Don Giovanni a la primera representació d'òpera al Festival de Salzburg. El 1926 Tauber es va casar amb la minyona d'Hamburg Carlotta Vanconti, a qui coneixia des de feia dos anys. Després de dos anys de matrimoni, la parella es va separar i es va divorciar el 1928. Aquest divorci va ser notícia quan es va anunciar que l'afer Vanconti s'havia liquidat per un milió de marcs; la premsa diària va anomenar Vanconti "una soubrette per fora i un cocodril per dins".
Amb la cançó "Dein ist mein ganzes Herz" de l'opereta Das Land des Lächelns (Franz Lehár), Tauber es va convertir en una estrella mundial gairebé d'un dia per l'altre. El més sorprenent és que gairebé no va poder assajar-hi perquè va passar setmanes fent tractament al balneari de Piešťany a causa d'un atac de reumatisme.
Tot i que tenia dificultats financeres a causa del divorci, Tauber va fundar la "Richard Tauber Sound Film Company" i va fer fallida el 1931. El 1930/31 Tauber va tenir els seus primers compromisos a Londres i Nova York.
L'any 1933, Richard Tauber va ser atacat i assolit davant de l'Hotel Adlon de Berlín per una tropa de les SA amb les paraules "Jueu mató, surt d'Alemanya". En realitat, Tauber volia emigrar immediatament, però es va quedar per treballar en la seva opereta The Singing Dream. Va dedicar la cançó "Stück stammende Lied" d'aquesta peça al seu company tenor i amic Joseph Schmidt. L'any següent es va estrenar a Viena.
En aquell moment vivia amb la cantant Mary Losseff. La seva relació amb ella va començar quan encara estava casat amb Carlotta Vanconti i va acabar tràgicament a causa de l'alcoholisme del seu amant.
El 1935, Tauber va conèixer l'actriu britànica Diana Napier mentre filmava Heart's Desire i es va casar amb ella l'any següent. Però aquesta relació tampoc va durar; La parella es va separar durant la guerra. El 1938, després que Àustria fos annexada al Reich alemany, Tauber va fer una gira mundial i va emigrar a Gran Bretanya.
Tauber va romandre a Gran Bretanya durant tota la Segona Guerra Mundial i, entre altres coses, va aparèixer a moltes ciutats per vetllar per les tropes. El 1940 se li va concedir la ciutadania britànica. En diverses ocasions va treballar com a director amb la London Philharmonic Orchestra. El 1941 Tauber va celebrar una altra estrena amb la seva opereta Old Chelsea a Londres. Les crítiques oficials li van donar el nom de "L'home del monocle" pel seu aspecte.
L'any 1946, Tauber va fer un concert de comiat a Zuric (s'ha conservat un enregistrament de l'emissió de ràdio) i es va dedicar els dos anys següents quasi exclusivament a compondre i dirigir. En aquesta època ja vivia amb Esther Moncrieff. El 27 de setembre de 1947, Tauber va donar la seva actuació de comiat a l'escenari. A Londres va cantar "Ottavio" a Don Giovanni (Mozart) amb el conjunt de l'Òpera Estatal de Viena sota la direcció de Josef Krips. Rudolf Schock va fer una gira important per Austràlia que Tauber ja havia planejat en el seu lloc el 1949.
A finals de 1947, Tauber va ser operat al Guy's Hospital de Londres on i hi va morir unes setmanes més tard als 56 anys com a conseqüència d'un càncer de pulmó. Richard Tauber va trobar el seu darrer lloc de descans en una tomba honorífica de la City de Londres al cementiri de Brompton (Kensington West). Es va aixecar una pedra commemorativa al cementiri de Bad Ischl.
Malgrat la seva fama i els seus ingressos considerables, Tauber va deixar enrere deutes fiscals d'uns 750.000 marcs. Per tant, la seva vídua Diana Napier no va poder pagar el funeral; Va rebre el suport de Vera Schwarz i Marlene Dietrich, entre d'altres. El 20 de gener de 1948, va tenir lloc un servei commemoratiu de Tauber al Royal Albert Hall amb més de 7.000 participants: aquest concert benèfic per a la vídua de Tauber va incloure, entre d'altres, Elisabeth Schwarzkopf.

## Films
- 1925: Reise-Abenteuer [kurzer Stummfilm]
- 1928: Achtung! Aufnahme! [kurzer Stummfilm]
- 1929: Ich küsse Ihre Hand, Madame
- 1930: Ich glaub nie mehr an eine Frau
- 1930: Das lockende Ziel
- 1930: Das Land des Lächelns
- 1931: Die große Attraktion
- 1931: Wie werde ich reich und glücklich
- 1932: Melodie der Liebe
- 1934: Dein ist mein Herz (Blossom Time)
- 1935: Letzte Liebe (nur Gesang)
- 1935: Wien, Wien, nur du allein (Heart's Desire)
- 1936: Das singende Land (Land Without Music)
- 1936: Der Bajazzo (Pagliacci)
- 1945: Hochzeitswalzer (Waltz Time)
- 1946: The Lisbon Story